# Samuel W. Chubbuck
Samuel W. Chubbuck (* 19. Jahrhundert) war ein US-amerikanischer Politiker. Zwischen September und November 1889 war er kommissarischer Vizegouverneur des Bundesstaates Nevada.
Über Samuel Chubbuck gibt es so gut wie keine verwertbaren Quellen. Gesichert ist nur, dass er bis 1889 in der Stadt Gold Hill im Storey County lebte und Mitglied der Republikanischen Partei war. Nach dem überraschenden Tod von Vizegouverneur Henry C. Davis am 22. August 1889 ernannte Gouverneur Charles C. Stevenson Chubbuck zu dessen kommissarischen Nachfolger. Dieser trat sein neues Amt am 9. September 1889 an. Da er bald darauf seinen Wohnsitz verlegte und anscheinend Nevada verließ, trat er bereits am 30. November desselben Jahres von diesem Posten wieder zurück, den dann Frank Bell übernahm. Nach Chubbucks Rücktritt verliert sich seine Spur wieder.